# Apărătorii Patriei (métro de Bucarest)
Apărătorii Patriei, en français Défenseurs de la Patrie, est une station de métro roumaine de la ligne M2 du métro de Bucarest. Elle est située place Apărătorii Patriei, dans le quartier Apărătorii Patriei , Sector 4 de la ville de Bucarest.
Elle est mise en service en 1986.
Exploitée par Metrorex elle est desservie par les rames de la ligne M2 qui circulent quotidiennement entre 5 h 0 et 23 h 0 (heure de départ des terminus). Des arrêts d'autobus sont à proximité.

## Situation sur le réseau
Établie en souterrain, la station Apărătorii Patriei est située sur la ligne M2 du métro de Bucarest, entre les stations Piața Sudului, en direction de Pipera, et Dimitrie Leonida, en direction de Berceni.

## Histoire
La station « Apărătorii Patriei » est mise en service le 24 janvier 1986, lors de l'ouverture à l'exploitation du tronçon, long de 9,96 kilomètres, de Piața Unirii 2 à Depoul IMGB (ancien nom de Berceni).

## Service des voyageurs

### Accueil
La station dispose d'une bouche place Apărătorii Patriei sur Șoseaua Berceni au croisement avec la rue Șergent Ion Iriceanu. Des escaliers, ou des ascenseurs pour les personnes à mobilité réduite, permettent de rejoindre la salle des guichets et des automates pour l'achat des titres de transport (un ticket est utilisable pour un voyage sur l'ensemble du réseau métropolitain).

### Desserte
À la station Apărătorii Patrieii la desserte quotidienne débute avec le passage de la première rame, partie du terminus le plus proche à 5 h 0 et se termine avec le passage de la dernière rame, partie du terminus le plus éloigné à 23 h 0.

### Intermodalité
Des arrêts de transports en commun sont situés à proximité : bus (lignes 125, 202, 232, N103, N106 et N124).